# Harry Potter i Princ miješane krvi (igra)
Harry Potter i Princ miješane krvi igra je koja se temelji na romanu Harry Potter i Princ miješane krvi, autorice J. K. Rowling, a kasnije i istoimenom filmu. Igru je razvio EA Bright Light Studio i izdao Electronic Arts 30. lipnja 2009. Igra je objavljena na sljedećim platformama: Mac OS X, Microsoft Windows, Nintendo DS, Wii, PlayStation 2, PlayStation 3, PlayStation Portable i Xbox 360.

## Radnja igre
Napomena:
Za cijelu radnju pogledajte Harry Potter i Princ miješane krvi
Igra započinje kod Weasleyjevih kada Harry dobiva obavijest da je postao Kapetan metlobojske momčadi i onda s Ginny leti na metli i mora uhvatiti zvrčku. U Hogwartsu Dumbledore ponovo organizira Duelantski klub, pa tu s Harryjem može uvijek dolaziti, učiti nove čarolije i boriti se. U dvorcu i okolici Harry može skupljati Grbove Hogwartsa kojih je 150. Skoro Bezglavi Nick pomaže pronaći put (npr. do Metlobojskog igrališta, do učionice Čarobnih napitaka, dvorišta i sl.). Za pozvati Nicka dovoljno je na tipkovnici pritisnuti N. Pošto Harry ima knjigu Čarobnih napitaka s korisnim bilješkama vlasnika, često mora spravljati napitke za Slughorna ili neke učenike od kojih za nagradu dobije po jedan Grb. Harry kod Dumbledorea ima instrukcije u kojima razgovaraju o horkruksima i o Voldemortovim slabim točkama.

## Lokacije
Napomena: - Ne moraju se sva mjesta posjetiti da se završi igra.
Hogwarts
Početna lokacija:
- Prednja vrata
- Hagridova koliba

1. lokacija (Main Entrance Area and Grand Staircase Tower)
- Gryffindorski toranj
- Grand Staircase
- Predvorje
- Ulaz u dvorište
- Vijadukt
- Ulaz u vijadukt
- Ulaz u Tamnicu
- Tamnica
- Učionica čarobnih napitaka
- Velika dvorana
- Dumbledoreov ured
- Betonirano dvorište

2. lokacija (Clock Tower Area - 5th Floor)
- Bolničko krilo
- Clock Tower
- Clock Tower dvorište
- Natkriveni most
- Kameni krug
- Quidditch Gate
- Poligon za letenje
- Staklenici
- Luka za brodove

3. lokacija (Location area - 7th Floor)
- Sedmi kat
- Slughornov ured
- Betonirano dvorište

4. lokacija (Transfiguration Area)
- Kameni most
- Knjižnica
- Učionica za Čarolije
- Učionica za Preobrazbu

5. lokacija (Astronomy Tower Area)
- Most
- Astronomski toranj
- Muška kupaonica
- Sovinjak

Ostale lokacije:
- Jazbina
- Prelčev kraj (samo pojavljivanje)
- Zakutna ulica (samo pojavljivanje)
- Ulica Nokturno (samo pojavljivanje)
- Hogsmeade (samo pojavljivanje)

## Likovi

### Glavni likovi
- Harry Potter: Glavni lik igre, može putovati oko dvorca, praviti napitke, voditi dvoboje...
- Ron Weasley: Harryjev najbolji prijatelj, ima djevojku Lavender s kojom je samo da napravi Hermione ljubomornu.
- Hermione Granger: Harryjeva najbolja prijateljica, zbuni Cormaca McLaggena tijekom kvalifikacija za metlobojskog vratara.
- Draco Malfoy: Pridružio se Smrtonošama, želi ubiti Dumbledorea (oboje po Voldemortovoj naredbi), ali je oba puta stradala kriva osoba - Katie Bell od uklete ogrlice i Ron Weasley od otrovane medovine.
- Albus Dumbledore: Daje Harryju privatne instrukcije u kojima se govori o Voldemortu. Ubije ga Snape na Astronomskoj kuli.
- Horace Slughorn: Novi profesor Čarobnih napitaka, organizira domjenke u koje poziva samo uspješne i talentirane učenike.

### Sporedni likovi
- Skoro Bezglavi Nick: Domski duh, uvijek pomaže Harryju pronaći put do učionica.
- Severus Snape: On je Princ miješane krvi, daje Harryju kaznu da ne može igrati zadnju utakmicu, te ubije Dumbledorea na Astronomskom tornju.
- Ginny Weasley: Harryjeva djevojka, uvijek mu pomaže kad je u pitanju Metloboj.
- Rubeus Hagrid: Nastavnik Skrbi za magična stvorenja, vlasnik akromentule zvane Aragog koja mu ugine.
- Luna Lovegood: Pomaže Harryju pronaći put do dvorca. Kasnije ide s njim na bal kod Slughorna.
- Katie Bell: Harryju pomaže pronaći put do metlobojskog igrališta. Strada u Hogsmeadu od uklete ogrlice koju je Draco Malfoy kupio u Borginu i Burkeu.
- Crabbe i Goyle: Malfoyevi prijatelji, Harry s njima često ima dvoboje u dvorištu Hogwartsa.

### Smrtonoše
- Bellatrix Lestrange: Bori se s Harryjem kraj Jazbine i kraj Hagridove kolibe na pred kraj igre.
- Fenrir Greyback: Vukodlak, bori se s Harryjem kraj Jazbine i u dvorištu Clock Towera pred kraj igre.
- Amycus Carrow: Bori se s Harryjem u hodniku blizu Astronomskog tornja pred kraj igre.

### Ostali likovi
Napomena: Neki likovi se pojavljuju u scenama ili su samo spomenuti.
- Narcissa Malfoy: Sa Snapeom sklopi Neprekršivu zakletvu.
- Tom Riddle: Pojavljuje se u Dumbledoreovim sjećanjima.
- Regulus Black: Siriusov brat i bivši Smrtonoša. Ovdje je poznat samo kao R.A.B.
- Romilda Vane: Pošalje Harryju bombonjeru s ljubavnim napitkom koju pojede Ron i traži od Harryja da ga s njom upozna.
- Cho Chang: Harryjeva bivša djevojka, u metloboju igra na poziciji tragača.
- Fred i George Weasley: U Zakutnoj ulici imaju trgovinu psina pod nazivom Weasleyjevi čarozezi.
- Cormac McLaggen: Zamijeni Rona na mjestu vratara u utakmici protiv Hufflepuffa.
- Minerva McGonagall: Profesorica Preobrazbe, obavijesti Harryja da može ići na predavanje iz Čarobnih napitaka kod profesora Slughorna.

## Čarolije
Čarolije koje se koriste izvan borbe:
- Wingardium Leviosa - podiže predmete
- Incendio - spaljuje korijenje
- Reparo - popravlja slomljene predmete
- Depulso - čarolija za prizivanje Mini Hogwarts Crests kojih ima posvuda
- Lumos - čarolija za svijetlo
- Flipendo - čarolija za guranje predmeta (samo u Nintendo DS verziji)

Čarolije koje se koriste u borbi:
- Expelliarmus - odbacuje protivnika
- Stupify - omamljuje protivnika
- Protego - stvara štit
- Petrificus Totalus - zamrzne protivnika
- Levicorpus - protivnika podiže u zrak za gležnjeve

Ostale čarolije(koje se pojavljuju u scenama):
- Avada Kedavra
- Cruciatus (ovu kletvu je Malfoy htio upotrijebiti na Harryju, već je izgovorio Cruc-, ali ga je Harry preduhitrio).
- Sectusempra
- Vulnera Sanentur

## Klubovi
Duelantski klubovi:
- Gryffindor (u Velikoj dvorani)
- Ravenclaw (u dvorištu Preobrazbe)
- Hufflepuff (blizu poligona za letenje)
- Slytherin (u Betoniranom dvorištu)

Ostalo:
- Klub za pravljenje Čarobnih napitaka (kod staklenika)
- Klub za treniranje Metloboja

## Popis pjesama
1. "Return to Hogwarts" — 3:25
2. "Quidditch Tryouts" — 1:31
3. "Wandering Night" — 2:44
4. "Race Ginny" — 3:02
5. "Duelling Club" — 2:04
6. "Mixing Potions" — 1:58
7. "Slytherin Combat" — 2:21
8. "Slughorn" — 0:39
9. "Hogwarts by Night" — 1:45
10. "Quidditch" — 3:30
11. "Get to Potions" — 1:49
12. "Get to Quidditch" — 1:20
13. "Fred and George Return" — 1:28
14. "Wandering Day 5" — 1:02
15. "Lovesick Ron" — 2:49
16. "The Boathouse at Night" — 2:49
17. "Wandering Stealth" — 2:19
18. "Loss at Hogwarts" — 1:09
19. "Bellatrix" — 1:17
20. "Fenrir Battle" — 1:13
21. "Wandering Day 4" — 1:35
22. "Chase Draco" — 1:07
23. "More Potions" — 1:37
24. "Exploring with Luna" — 2:29
25. "Wandering Day 3" — 1:47
26. "Wandering Day 1" — 0:54
27. "The Final Battles" — 3:41
28. "Sadness at Hogwarts" — 2:00
29. "Friendship Theme" — 2:14